# André da Rocha (ort)
André da Rocha är en ort i Brasilien.   Den ligger i kommunen André da Rocha och delstaten Rio Grande do Sul, i den södra delen av landet, 1 500 km söder om huvudstaden Brasília. André da Rocha ligger 711 meter över havet och antalet invånare är 1 262.
Terrängen runt André da Rocha är platt. Närmaste större samhälle är Nova Prata, 17,4 km söder om André da Rocha.
Trakten runt André da Rocha består till största delen av jordbruksmark. Runt André da Rocha är det mycket glesbefolkat, med 3 invånare per kvadratkilometer.